# 고등연구실습원
고등연구실습원(École pratique des hautes études; EPHE)은 프랑스의 그랑테타블리스망으로, 생활과학·지구과학(SVT), 역사학·문헌학(SHP), 종교과학(SR)에 전문화된 고등교육기관이다. 고등연구실습원은 그랑테타블리스망으로서(EPSCP형) 학생들을 선별적으로 모집할 수 있는 권한을 지닌다. 담당 학문 영역에서의 “연구 실습을 통한 연구와 교육 발전”이 바로 고등연구실습원의 규정상 역할이다. 고등연구실습원은 파리 문리대학교(PSL)의 “소속연구기관” 중 하나이다. 또한 캠퍼스 콩도르세 공립 연구기관(EPCA)의 창설 회원이기도 하다.
1868년 설립된 고등연구실습원은 현재 세 개의 분과(생활과학·지구과학, 역사학·문헌학, 종교과학)와 네 개의 기관(유럽종교과학기관(IESR), 태평양산호초기관(IRCP), 고령화연구범학제기관(ITEV), 특수언어기관(ILARA))으로 구성된다.
페르낭 브로델이 운영한 구 6과(경제·사회과학)는 1975년 사회과학고등연구원(EHESS)라는 독립 연구기관이 되었다.
설립시부터 소르본에 위치한 고등연구실습원은 고등교육, 연구, 발명을 담당하는 부처 소속이자 “경계 없는” 연구기관으로서, 주로 파리에 있는 다른 대학교와 연구소 뿐만 아니라, 프랑스 본토의 주요 지역들(몽펠리에, 페르피냥, 보르도, 리옹, 디종, 디나르, 캉)과 프랑스령 폴리네시아(모레아)에서도 활동을 수행한다.

## 고등연구실습원의 역사
EPHE는 1868년 교육부 장관 이었던 빅토르 뒤뤼(Victor Duruy)의 제청으로 창설되었다.
처음에는 이공계를 중심으로 수학분과(I), 물리와 화학분과(II), 생리학과 자연생물학분과(III), 역사학과 문헌학분과(IV) 4개의 분과로 구성되었다. 이후 종교학분과(V)가 추가로 개설되었다. 
당시 나폴레옹 3세의 제2제정시대의 프랑스 교육부는 프랑스의 대학의 시스템만으로 인문학과 자연과학 분야에서 미국과 독일 그리고 영국의 연구기관에 압도당하고 있다는 문제의식을 가지기 시작했다. 이에 나폴레옹 3세는 뒤뤼의 안건을 수락하여, 파리 대학을 중심으로 대학의 모든 연구소와 기관들을 새로이 하나로 재조직하고 고등연구와 고등교육이 세밀하게 이루어질 수 있는 일반대학과 연구소를 능가하는 EPHE라는 연구소를 개설하게 된다. 지금의 EPHE는 프랑스의 모든 대학들의 연구소와 프랑스국립과학센터(CNRS)의 모든 연구보고서와 자료들이 집중되어 있다.
1975년에는 종교학분과가 포화상태에 이르면서 사회-종교분과를 독립시키면서 한 때 자크 데리다가 시무했던 사회과학고등연구원이라는 호칭으로 학교가 설립되게 된다. EPHE는 원래 프랑스 내 최고의 연구기관으로 평가되는 콜레주 드 프랑스와 같이 학위를 주지 않는 순수한 연구기관이었으나, 1985년부터 박사과정과 2005년에 석사과정이 정식으로 개설되어 EPHE 국가 학위를 수여하고 있다.

## 현황

### 분과와 기관
현재는 인문학을 중심으로 생리학과 자연생물분과(III)를 지구과학과 인문학분과로 이름을 개정한 세 번째 분과, 역사학과 문헌학 분과(IV)와 종교학분과(V) 3개 분과가 실재적으로 운영되고 있다.